# 松平定長
松平 定長（まつだいら さだなが）は、江戸時代前期の大名。伊予国松山藩の第3代藩主。定勝系久松松平家宗家4代。官位は従四位下・隠岐守、侍従。

## 生涯
寛永17年（1640年）6月17日、2代藩主・松平定頼の次男として誕生した。寛文2年（1662年）、長兄・定盛の廃嫡と前後して父の定頼も急死し、遺領松山藩15万石を継承する。翌3年、三津浜に魚市場を開くなど民政に尽くす。この年、従五位下から従四位下に昇る。その他、道後湯月宮（現・伊佐爾波神社）や味酒明神（現・阿沼美神社）などを再興するなど祭祀施設の興隆にも尽くす。定長は太平の御世らしく連歌にも長じ、多くの名作を残した。また、弓術の名手でもあり、寛文4年（1664年）には4代将軍・徳川家綱の前で弓射を披露している。
同4年（1664年）、石見守を改め隠岐守に転ずる。延宝2年（1674年）正月21日、江戸において大病に陥り、今治藩主・松平定時の嫡男の鍋之助（のちの定直）を養嗣に迎える。同年2月12日、江戸松山藩邸三田中屋敷にて卒去した。享年35。松山入りは父・定頼と同じくわずか3回であった。
戒名は天鏡院殿前四品寂翁月照大居士。遺髪は身延山久遠寺に納められる。遺骸は父定頼と同じく三田の済海寺で荼毘に付され、遺骨は松山の大林寺に葬られる。

## 系譜
- 正室：姫松 - 小笠原忠真養女、小笠原長安娘
- 継室：春光院 - 京極高勝娘、墓所は愛媛県松山市の法華寺の京極家墓所
  - 長女：貞（1669年 - 1678年）
  - 次女：元（1670年 - 1679年）
- 養子
  - 男子：松平定安（1662年 - 1687年） - 酒井忠朝の八男
  - 男子：松平定直（1660年 - 1720年） - 松平定時の嫡男